# Secretos Mortales
Down the Shore (Secretos Mortales, en español) es una película independiente estadounidense, estrenada en 2011. Está protagonizada por Famke Janssen y James Gandolfini, y fue dirigida por Harold Guskin.

## Sinopsis
Bailey (James Gandolfini) es el propietario y principal operador de un parque de atracciones de un pequeño pueblo costero de Nueva Jersey. Cuando Jacques (Edoardo Costa), un particular personaje de origen francés, se presenta ante Bailey como el marido de su difunta hermana, con la urna que porta sus cenizas y las escrituras de la mitad de su casa, las vidas de ambos cambiarán. Bailey deberá hacer frente a oscuros secretos. Pero gracias a su amiga de la infancia y expareja, Maria (Famke Janssen), no estará solo.

## Reparto
- Famke Janssen como Mary
- James Gandolfini como Bailey
- John Magaro como Martin
- Maria Dizzia como Susan
- Edoardo Costa como Jacques
- Gabrielle Lazure como Brigitte Lebeau
- Ruza Madarevic como La señora Denunzio
- Joe Pope como Wiley
- Bill Slover como Tico